# Tatyana Andrianova
Tatyana Andrianova (Yaroslavl, Rusia, 10 de diciembre de 1979) es una atleta rusa, especialista en la prueba de 800 m, con la que ha logrado ser medallista de bronce mundial en 2005.

## Carrera deportiva
En el Mundial de Helsinki 2005 ganó la medalla de bronce en los 800 metros, con un tiempo de 1:59.60 segundos, tras la cubana Zulia Calatayud y la marroquí Hasna Benhassi (plata).